# 135 Hertha
För andra betydelser, se Hertha.
135 Hertha är en asteroid upptäckt 18 februari 1874 av astronomen Christian Heinrich Friedrich Peters i Clinton, New York. Asteroiden har fått sitt namn efter Nerthus inom Nordisk mytologi.
Den tillhör asteroidgruppen Nysa.

## Fysiska egenskaper
Asteroiden kan beskrivas som en ellipsoid med axelförhållandet: a/b = 1,34 och b/c = 1,22.